# 1125 China
1125 China (1957 UN1) là một tiểu hành tinh vành đai chính bay quanh Mặt Trời. Nó hoàn thành một chu kỳ quay quanh Mặt Trời là 5 năm. Nó được phát hiện tại Đài thiên văn Tử Kim Sơn, Nam Kinh, ngày 30 tháng 10 năm 1957.